# Inga Thessen
Inga Juliane Thessen (født 14. maj 1908 i København, død 12. januar 1987) var en dansk balletdanser og skuespiller.
Hun blev i 1916 antaget på Det Kongelige Teaters Balletskole og var balletdanserinde ved Den Kongelige Ballet frem til 1930. Sideløbende læste hun hos Thorkild Roose og gik på skuespilskolen ved Det Kongelige Teater. I 1929 havde hun en rolle i Co-Optimisterne på Betty Nansen Teatret. I årene 1929-1930 var hun fast knyttet til Odense Teater, Fønix Teatret og Folketeatret. På sidstnævnte var hun i 1932 med i Vi som går køkkenvejen. Derpå fulgte et engagement på Nygade Teatret og siden Nørrebro Teater og Allé-Scenen. Hun var også tilknyttet Radioteatret og senere TV-teatret.
I 1929 blev hun gift med skuespiller Helge Kjærulff-Schmidt, som hun fik sønnen Palle Kjærulff-Schmidt med. Ægteskabet blev opløst i 1932 og Inga Thessen giftede sig i 1934 med skuespiller og teaterdirektør Henry Theodor Schmidt.
Hun er begravet på i fællesgraven Birkelunden på Søndermark Kirkegård på Frederiksberg.